# ケーニヒスベルク大聖堂

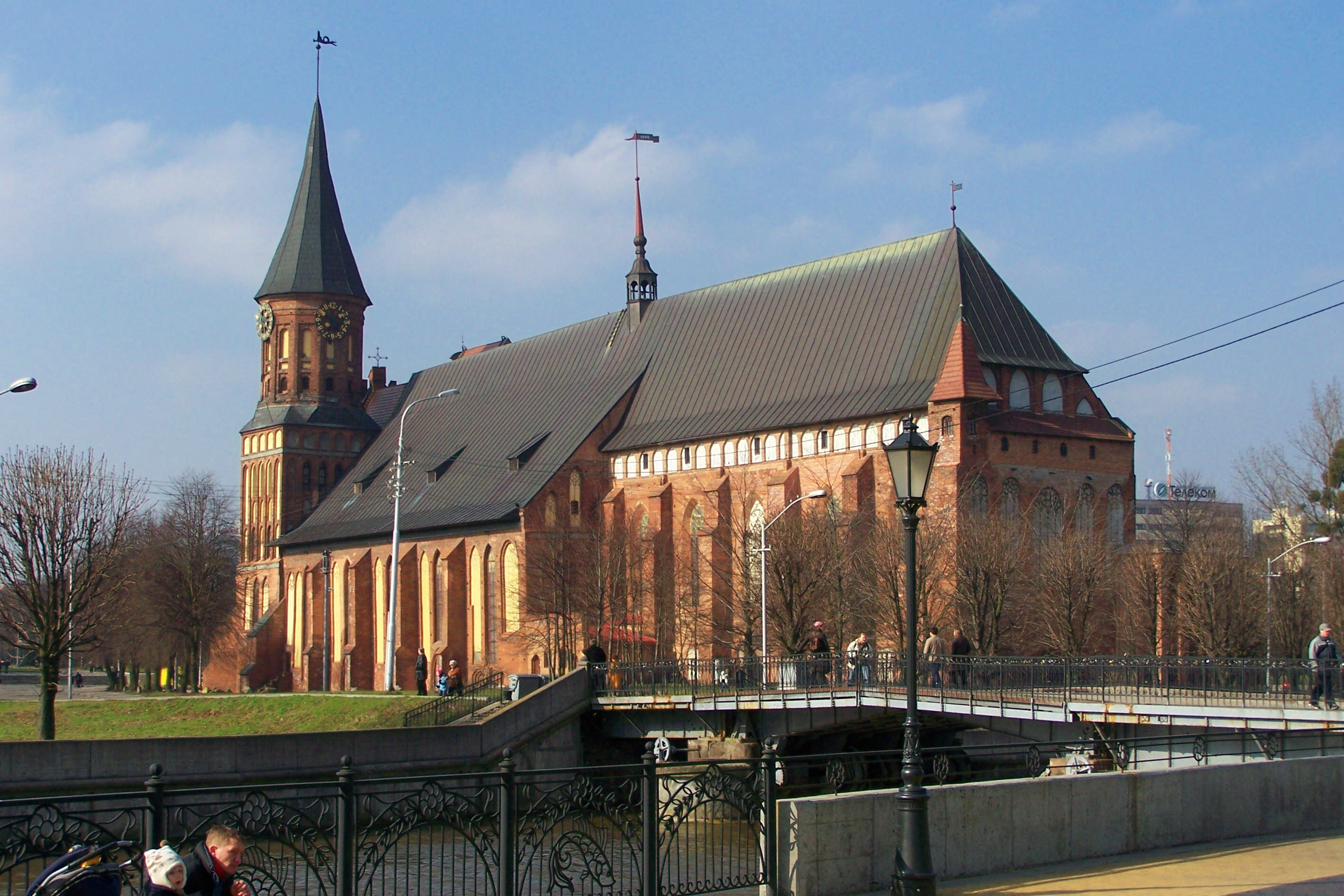
ケーニヒスベルク大聖堂

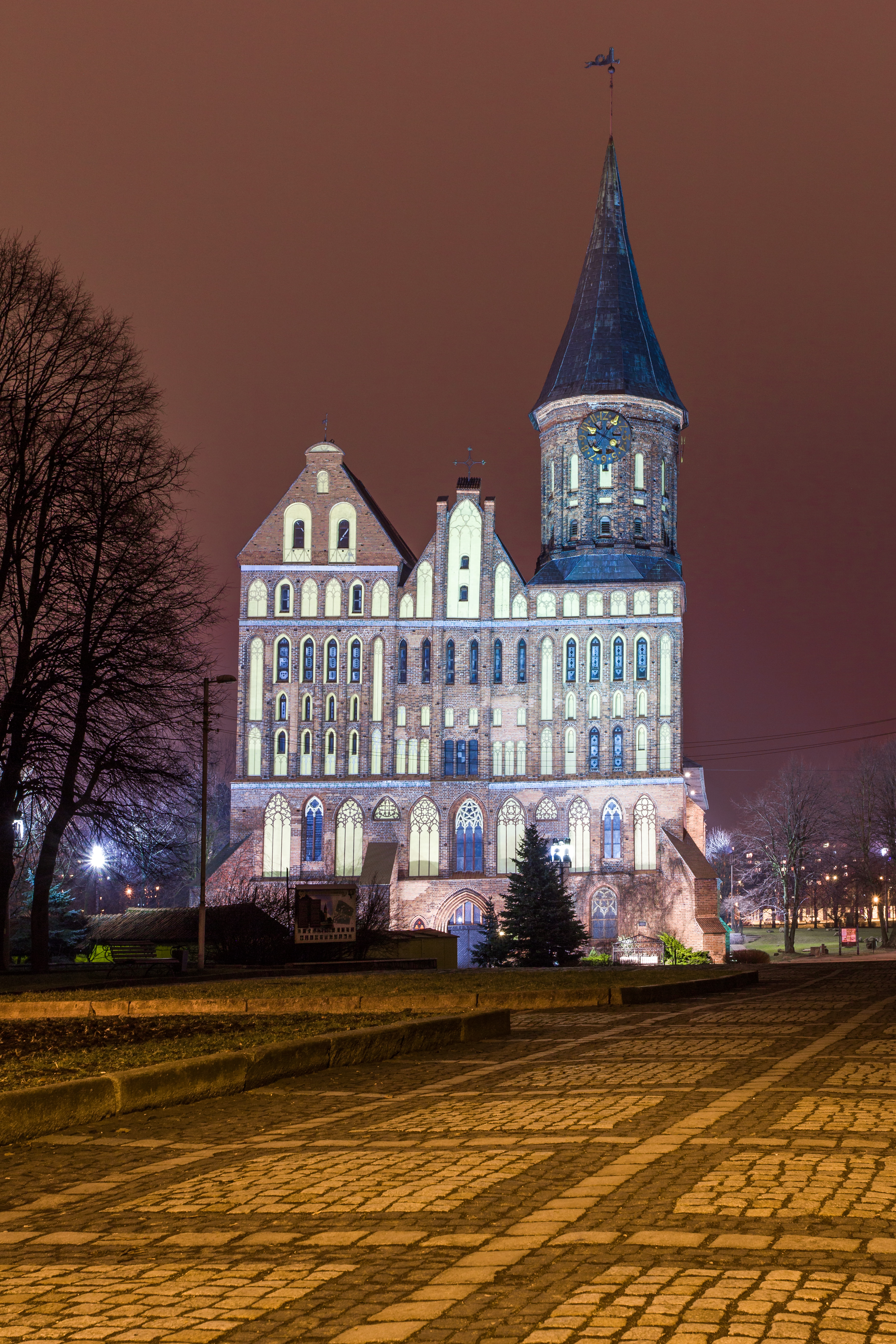
現在のケーニヒスベルク大聖堂

ケーニヒスベルク大聖堂（ドイツ語: Königsberger Dom,ロシア語: Кафедральный собор в Калининграде）はロシアのカリーニングラード（かつてのドイツのケーニヒスベルク）にあるレンガ造りのゴシック様式の大聖堂。1333年から1380年の間に建築。10世紀にプルーセン人に布教したことで知られるプラハのアダルベルトと聖母マリアに捧げられた大聖堂。市内を流れるプレーゲル川(プレゴリャ川)にあるクナイプホーフ（カント島）に位置する。哲学者カントの霊廟がある大聖堂でもある。

## 歴史
14世紀ごろ大聖堂は小さな大聖堂に取って代わる形でカトリック教会としてサムランド司教ヨハンクレアの主張で建てられた。元の小さな大聖堂はアルトシュタットという地区にあってその建物の一部分を使っている。大聖堂の建築は1333年に始まったとされる。大聖堂の建てられた土壌は沼地であったのでオークの木の柱が100本程度差し込まれた。50年の比較的早い期間で大聖堂は1380年までに大方完成した。内部のフレスコ画の作業は14世紀末まで続けられた。聖堂には14～15世紀の壁画や、 後期ゴシックの木彫や中世の記念碑など内蔵し、コルネリス・フロリス作のアルブレヒト (プロイセン公) 像はその中でも特に有名。プロイセン公アルブレヒトやその親族はこの大聖堂に埋葬された。1523年にルター派の説教がされそれから1945年までプロテスタントの教会で在り続けた。当初は2本の尖塔を持っていて1544年に2本とも火災で失われた後片方のみ再建された。1640年に時計が尖塔につけられた。1650年から図書館も大聖堂に設置された。1695年オルガンが設置される。1944年8月の第二次世界大戦中イギリス空軍の二夜にわたる空襲で街は大きく破壊され大聖堂もこれによって大きく破壊された。空襲をまぬがれるために100人ほどが聖堂に避難したが多数の死者が出てしまった。終戦後ケーニヒスベルクの街はソ連に割譲されカリーニングラードと改名された。また大聖堂は長らく焼け残った廃墟のままの状態で放置され、1970年には敷地内にソビエトの家の建築が開始された。1990年ごろから大聖堂を修復しようという動きがおこりはじめ1994年には新しい尖塔がヘリコプターを使って設置され、1995年には尖塔に新しい時計が設置された。1996年から1998年にはステンドグラスや屋根の修復が行われた。尖塔に設置されている時計には4つの鐘が設けられており1時間に4回ベートーヴェンの交響曲第5番が鳴らされる。現在大聖堂はルター派とロシア正教会の2つの礼拝堂と博物館を有する。ルター派の礼拝堂は第二次世界大戦中に空襲により大聖堂内で亡くなった人たちがいた場所に設けられている。

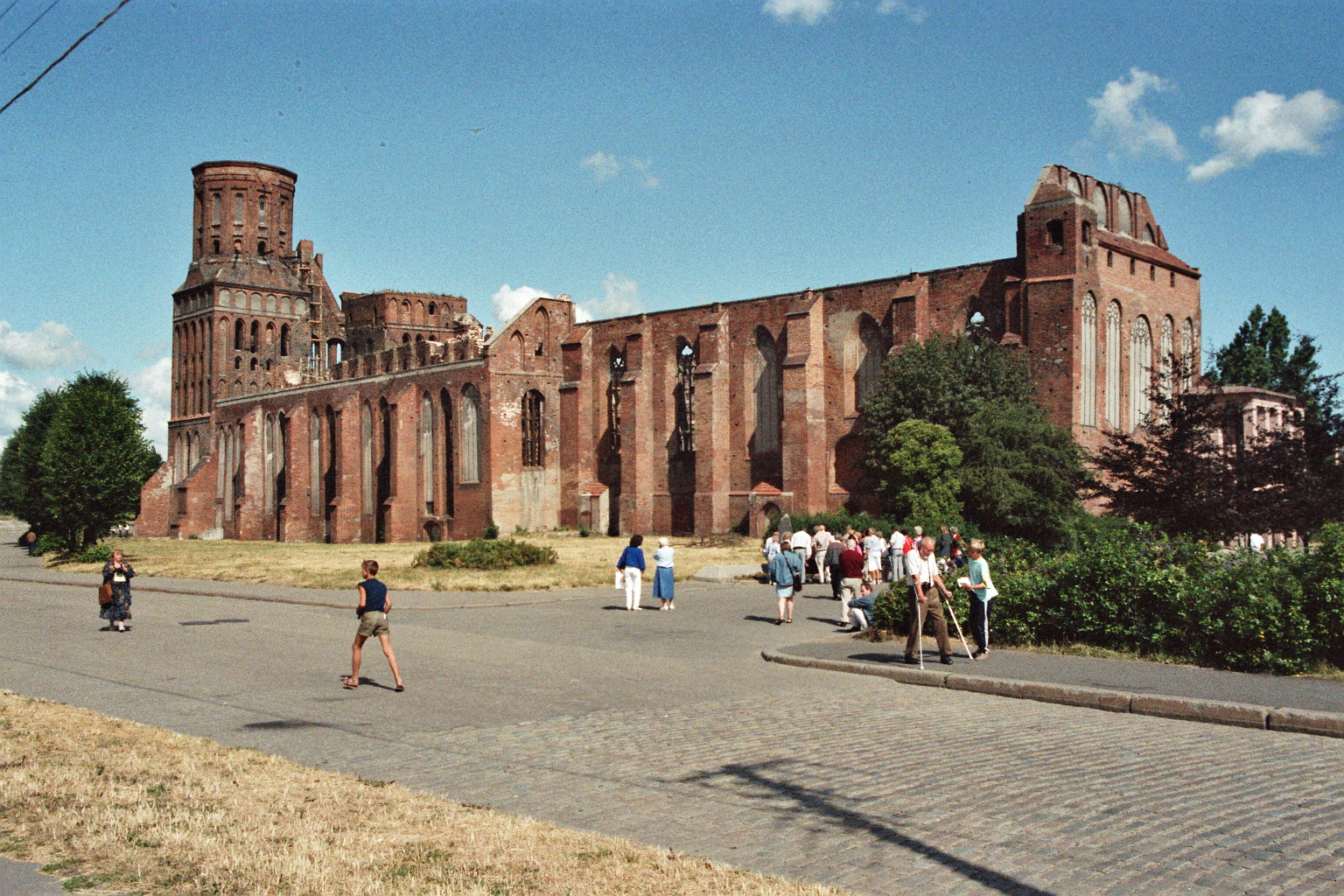
1982年。第二次世界大戦中に破壊されたのちそのまま放置されていた

## カントの墓所
ケーニヒスベルク出身の哲学者カントの墓は大聖堂の北東の角に接する霊廟に納められている。

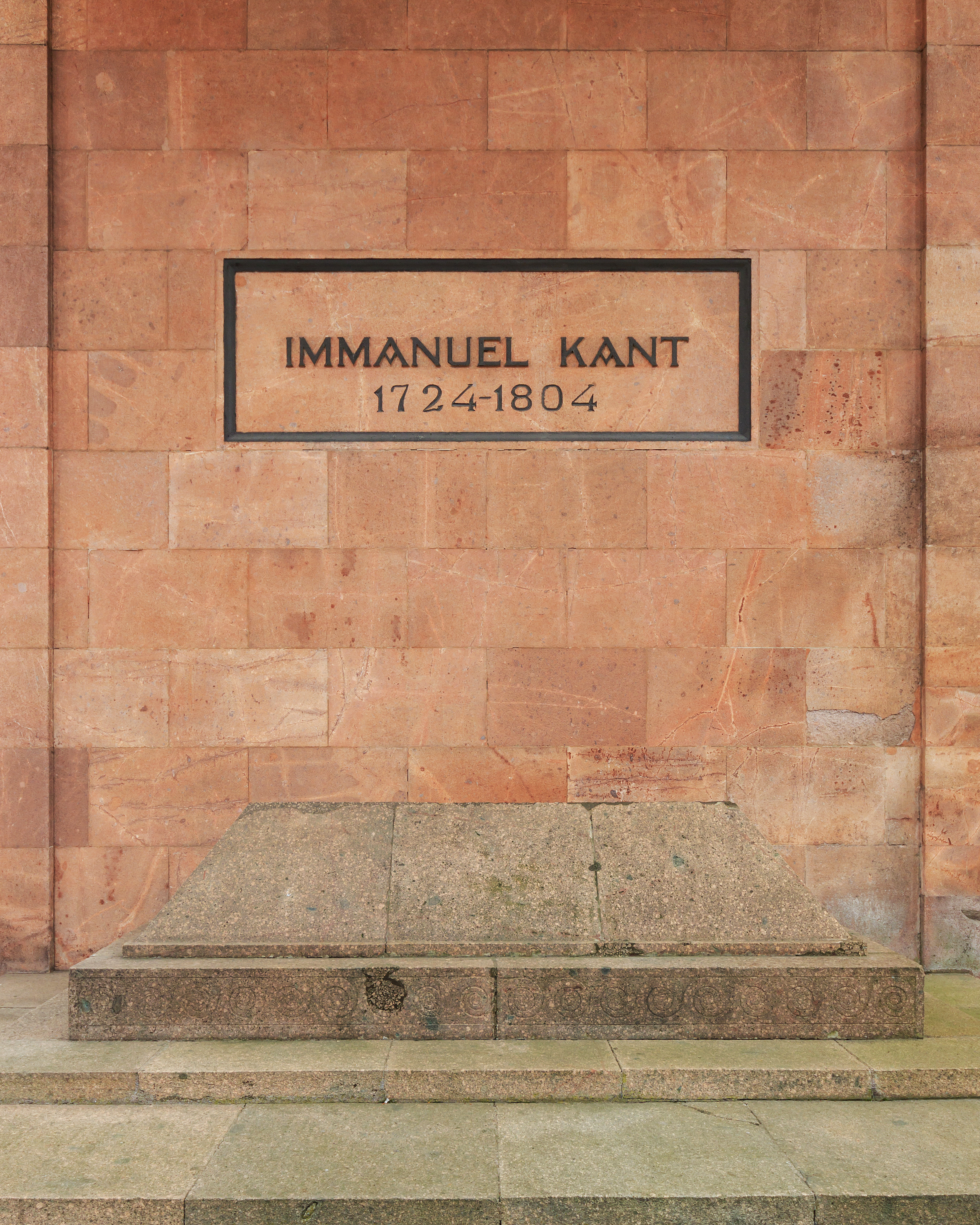
カントの墓所